# Guida suprema dell'Iran
La Guida Suprema (ولی فقیه wali-e fiqiyye "tutore giuridico", oppure رهبر, Rahbar, "guida", o ﺭﻫﺒﺮﻱ ﻣﻌﻈﻢ, rahbar-e moʿaẓem, "Guida Suprema") è, in Iran, la massima carica religiosa e amministrativa prevista dalla Costituzione. Attuale guida suprema è l'Ayatollah Ali Khamenei.
Altri nomi sono Guida della Rivoluzione e, ancora più comune, Ayatollah.

## Elezione e mandato
Viene eletto dall'Assemblea degli Esperti e rimane in carica a vita. Peraltro, secondo la Costituzione, l'Assemblea supervisiona l'adempimento dei doveri della Guida e ha il potere di destituirlo. Sebbene i membri dell'Assemblea siano eletti dal popolo, il Consiglio dei Guardiani (per metà nominato dalla stessa Guida Suprema), ha il potere di veto sui candidati. Secondo gli esperti, ciò può dare luogo a un "corto circuito" istituzionale, in quanto si consente al controllato di condizionare indirettamente la nomina dei controllori. Gli oppositori, seppure critici di questo sistema, non sono però riusciti a cambiarlo.
Sebbene la Guida Suprema sia generalmente considerato il principale esponente dell'establishment iraniano, la prima carica esecutiva del paese è quella di Presidente dell'Iran. Il Presidente, eletto dal popolo, è sia Capo dello Stato sia del Governo. Le ripartizioni di competenze tra Presidente e Guida Suprema non sono molto chiare, come la reale attribuzione al primo o al secondo dei titoli di Capo dello Stato e Capo del Governo (un problema simile si riscontrava nell'Unione Sovietica, relativamente ai rapporti tra Capo del Governo e Segretario Generale del PCUS). Sicuramente, comunque, l'autorità della Guida Suprema è predominante dal punto di vista ideologico e politico.

## Funzioni della guida suprema
1. Delineare le politiche generali della Repubblica islamica dell'Iran, a seguito di consultazioni con il Consiglio Nazionale di Discernimento delle Opportunità.
2. Supervisione sulla corretta esecuzione delle politiche generali del sistema.
3. Emanazione dei decreti per i referendum nazionali.
4. Assunzione del comando supremo delle forze armate.
5. Dichiarazioni di guerra e pace, e mobilitazione delle forze armate.
6. Nomina, destituzione e accettazione delle dimissioni di:
  1. il Presidente della Repubblica.
  2. i fuqaha' del consiglio dei Guardiani.
  3. la suprema autorità giudiziaria del paese.
  4. il capo della radio e televisione della Repubblica islamica dell'Iran.
  5. il capo dello stato maggiore.
  6. il comandante in capo del Corpo delle guardie rivoluzionarie islamiche (i Pasdaran).
  7. i comandanti supremi delle forze armate.
7. Risolvere le differenze tra le tre armi delle forze armate e regolare le loro relazioni.
8. Risolvere i problemi che non possono essere risolti con metodi convenzionali, attraverso il Consiglio nazionale delle emergenze.
9. Firmare i decreti che formalizzano le elezioni popolari per il presidente della repubblica.
10. Destituzione del presidente della repubblica, con dovuto riguardo agli interessi del paese, dopo che la Corte suprema lo ha ritenuto colpevole della violazione dei suoi obblighi costituzionali, o dopo un voto dell'Assemblea consultiva islamica (il Majles) che ne certifica l'incompetenza in base all'articolo 89 della costituzione.
11. Condonare o ridurre le sentenze degli incarcerati, all'interno dei criteri islamici, su raccomandazione del capo del sistema giudiziario. Il capo può delegare parte dei suoi doveri e poteri ad altre persone.

## Guide supreme
Dalla fondazione della Repubblica islamica dell'Iran, l'Iran ha avuto due guide supreme:
| Nome              | Ritratto | Inizio mandato   | Fine mandato  |
| ----------------- | -------- | ---------------- | ------------- |
| Ruhollah Khomeyni |          | 1º febbraio 1979 | 3 giugno 1989 |
| Ali Khamenei      |          | 4 giugno 1989    | in carica     |

Riconosciuto come padre della rivoluzione islamica, Khomeini mantenne fino alla sua morte una posizione predominante come Guida della Rivoluzione. L'articolo 107 della costituzione lo nominò a questo incarico a vita, imponendo elezioni solo dopo la sua morte.